# 学校法人近畿大学
学校法人近畿大学（がっこうほうじんきんきだいがく）は、日本の学校法人。
近畿大学および短期大学部、短期大学、附属中学校・高等学校、附属小学校、工業高等専門学校、看護専門学校などを運営する私立の学校法人。本部は大学本部と同じ大阪府東大阪市に置かれている。またグループに学校法人弘徳学園と学校法人泉州学園がある。

## 理事長
- 世耕弘一（初代理事長）日大法文卒。元衆議院議員、元経済企画庁長官
- 世耕政隆（2代目理事長）日大医卒。元参議院議員、元自治大臣
- 世耕弘昭（3代目理事長）日大法卒。
- 世耕弘成（4代目理事長）早大政経卒。参議院議員、自由民主党参議院幹事長、元経済産業大臣兼原子力損害賠償・廃炉等支援機構担当大臣
- 清水由洋（5代目理事長）世耕弘成が内閣官房副長官へ就任した為、理事長代行を経て2013年2月に理事長就任。
- 世耕弘成（6代目理事長）2019年10月、国務大臣辞任後、理事長再任。

## 関連書籍
- 近藤登 『近畿大学発展史』 近大産業会館出版部、1998年

## 税制上の優遇措置

### 特定公益増進法人
- 本法人は、『私立学校法第3条に規定する学校法人で学校の設置若しくは学校及び専修学校若しくは各種学校の設置を主たる目的とするもの又は私立学校法第64条第4項の規定により設立された法人で専修学校若しくは各種学校の設置を主たる目的とするもの』として特定公益増進法人の交付を受けている法人である。そのため、寄附金の額に応じて個人・法人の所得から控除（個人は確定申告、法人は当該事業年度の損金算入による手続き）される税法上の優遇措置を受けられる。[1]

### 受配者指定寄附金
- 企業等の法人が日本私立学校振興・共済事業団を通じて指定する学校法人へ行う寄附制度。本制度を利用することで、寄附金を支出した事業年度に当該寄付金額を損金に算入することがでる税法上の優遇措置[2]を受けられる。

### 寄附講座寄附金
- 企業等の法人が寄附講座寄附金（提携/連携講座寄附金など）を開設した場合、法人税法により、寄付金を支出した事業年度に当該寄附金額を損金に算入し、税法上の優遇措置を受けられる。
- 個人が寄附講座寄附金（提携/連携講座寄附金など）を開設した場合、所得税法、住民税（地方税法）により、総所得金額から寄附金の額を控除することができ、税法上の優遇措置を受けられる。

### 現物寄附
- 租税特別措置法により、土地、建物、株などの有価証券等の現物寄附の「みなし譲渡所得（値上がり益等）」は非課税として控除される。[3][4]

### 遺贈
- 租税特別措置法により、遺贈（遺言信託）を行った場合、相続税が非課税として控除される。[3][4]